# Cimetière des Innocents

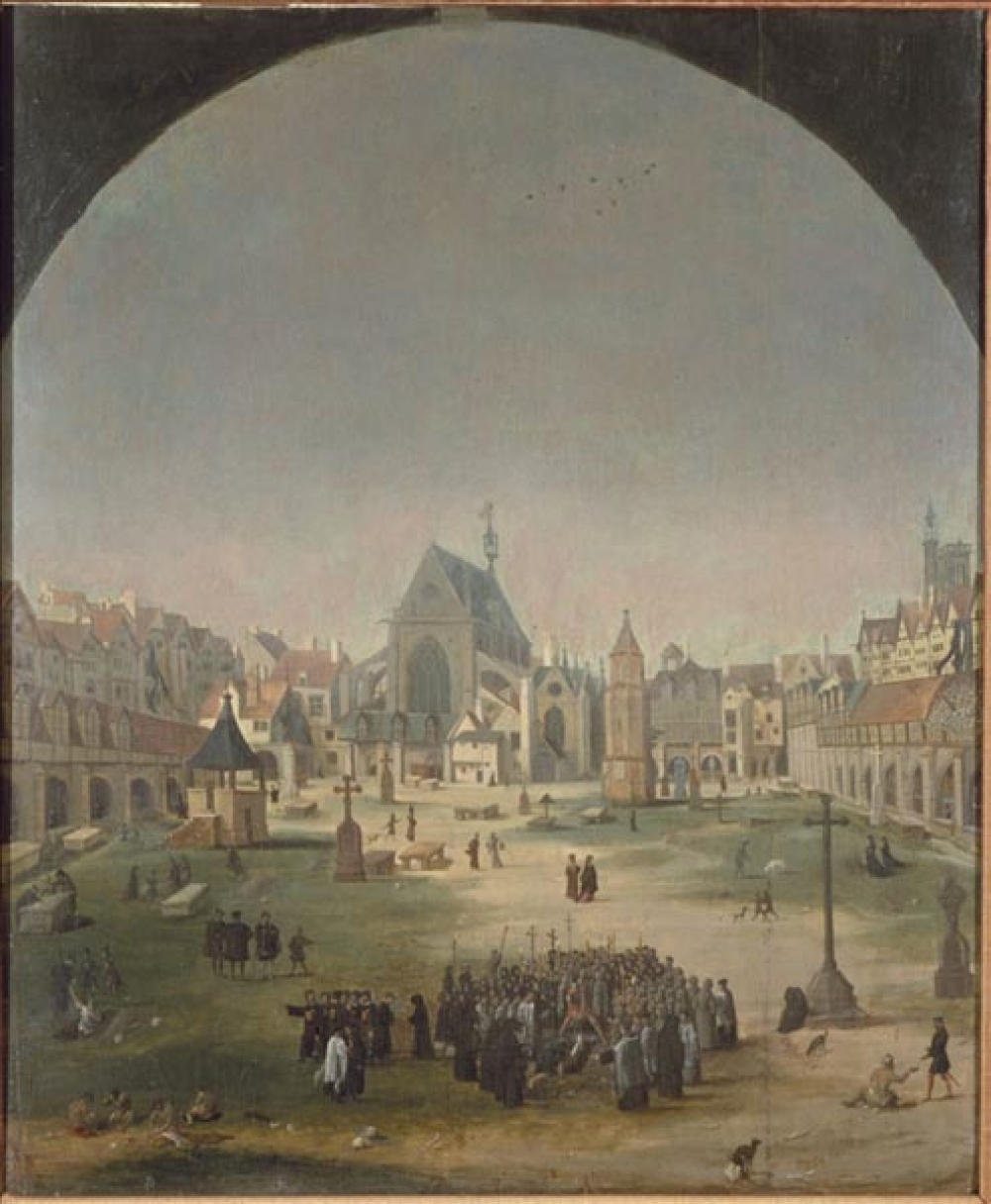
Zeitgenössische Darstellung des Cimetière des Innocents um 1570

Der einst im Quartier des Halles gelegene Cimetière des Innocents (deutsch „Friedhof der Unschuldigen“) war bis zum Ende des 18. Jahrhunderts der größte innerstädtische Friedhof von Paris. Seinen Namen erhielt er von der ehemals benachbarten Kirche „Aux Saints-Innocents“, benannt nach dem Fest der „unschuldigen Kinder“, das in der katholischen Liturgie am 28. Dezember gefeiert wird.

## Geschichte

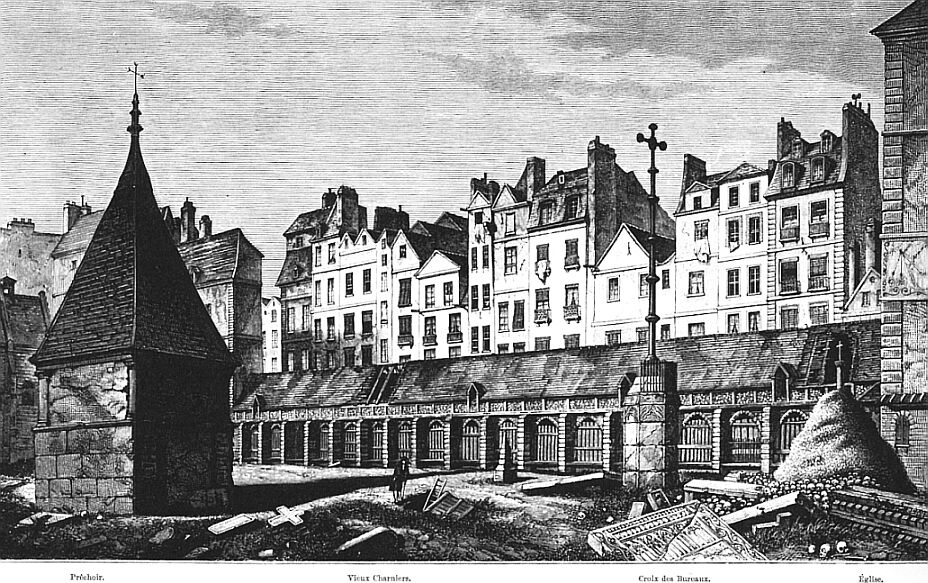
Der Cimetière des Innocents im 18. Jahrhundert, Stich

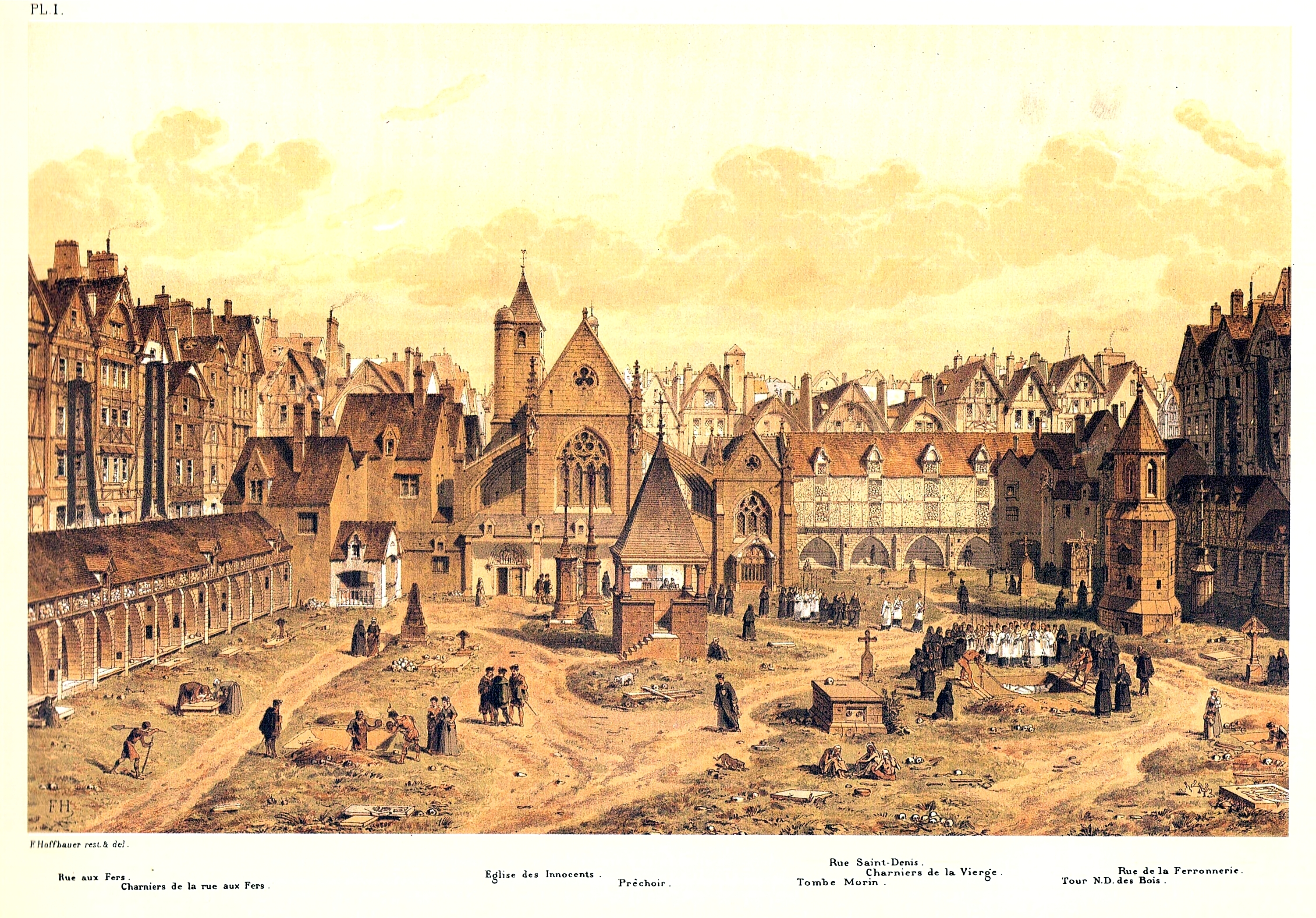
Féodor Hoffbauer: Der Cimetière des Saints-Innocents um 1550, Stich vom Ende des 19. Jahrhunderts

### Mittelalter und Frühe Neuzeit
Seit der Zeit der Merowinger diente das Gelände des späteren Cimetière des Innocents als Bestattungsort. Philipp II., von 1180 bis 1223 König von Frankreich, der Paris zu seiner Residenz ausbaute, ließ den Friedhof erweitern und 1186 durch eine Umfassungsmauer einfrieden.
Vom Mittelalter bis ins 18. Jahrhundert wurden dort die Verstorbenen aller 22 Pariser Pfarreien beerdigt, außerdem die des Hôtel-Dieu, die Pestopfer, die in der Seine Ertrunkenen und die auf den Straßen gefundenen unbekannten Toten. Je nachdem, ob man für die sechs Jahrhunderte von 1186 bis zur Schließung 1780 mit durchschnittlich 2000 Bestattungen jährlich rechnet (so Henri Bayard 1842) oder mit mindestens 3000 jährlich (so neuere Hochrechnungen) kommt man auf bis zu 2 Millionen Pariser, die auf dem Cimetière des Innocents beigesetzt wurden.
Seit dem 14. Jahrhundert mussten bei Hungersnöten und Seuchen Massenbegräbnisse vollzogen werden. Trotz Hungersnöten und Seuchen stieg die Bevölkerungszahl von Paris bis zum Ende des 17. Jahrhunderts auf etwa 720.000 Einwohner. Die Kapazität des Friedhofs reichte bei weitem nicht mehr aus. Es wurden Beinhäuser installiert, und die Liegezeit der Toten auf dem Friedhof wurde schließlich soweit verkürzt, dass die Leichen nicht mehr vollständig verwesen konnten. Als 1779 in der anliegenden Rue de la Lingerie einige Anwohner an den austretenden Faulgasen erstickt waren, wurde der Friedhof zum 1. November 1780 auf Geheiß des Polizeidirektors für immer geschlossen. Zu diesem Zeitpunkt lag das Niveau des Friedhofgeländes bereits zweieinhalb Meter über dem der umliegenden Straßen.

### Die Aufhebung des Friedhofs

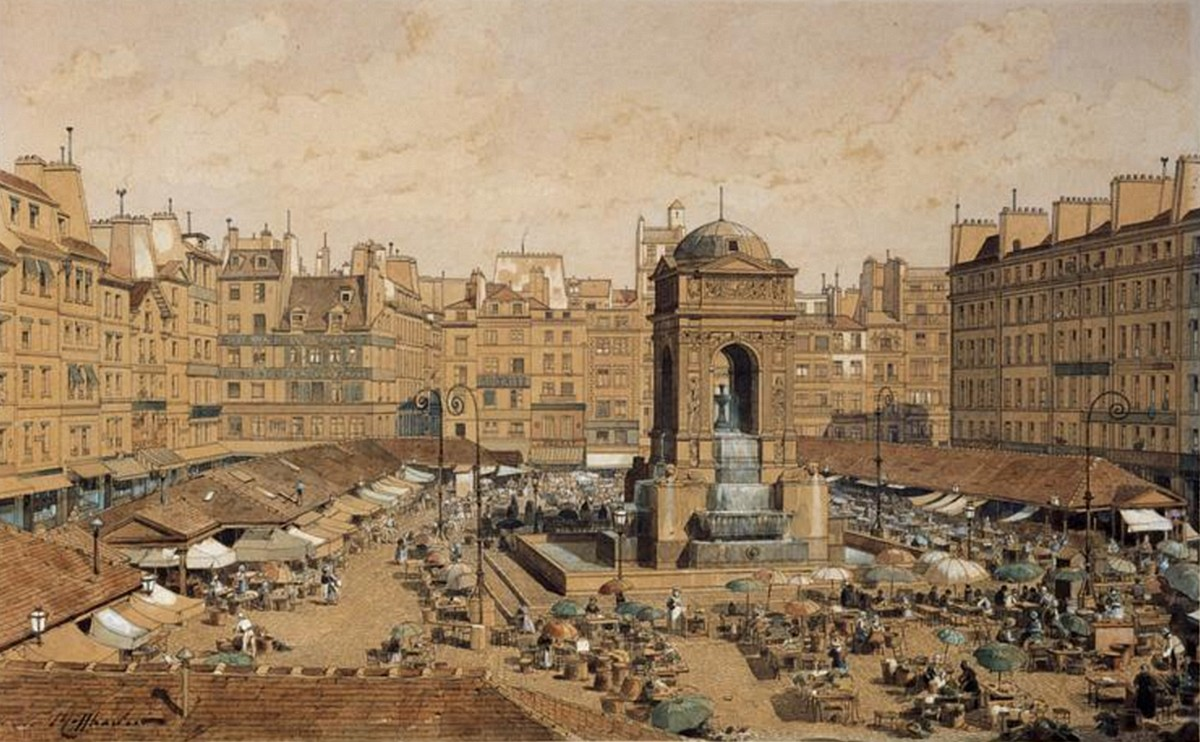
Féodor Hoffbauer: Saints-Innocents in Paris, 1850

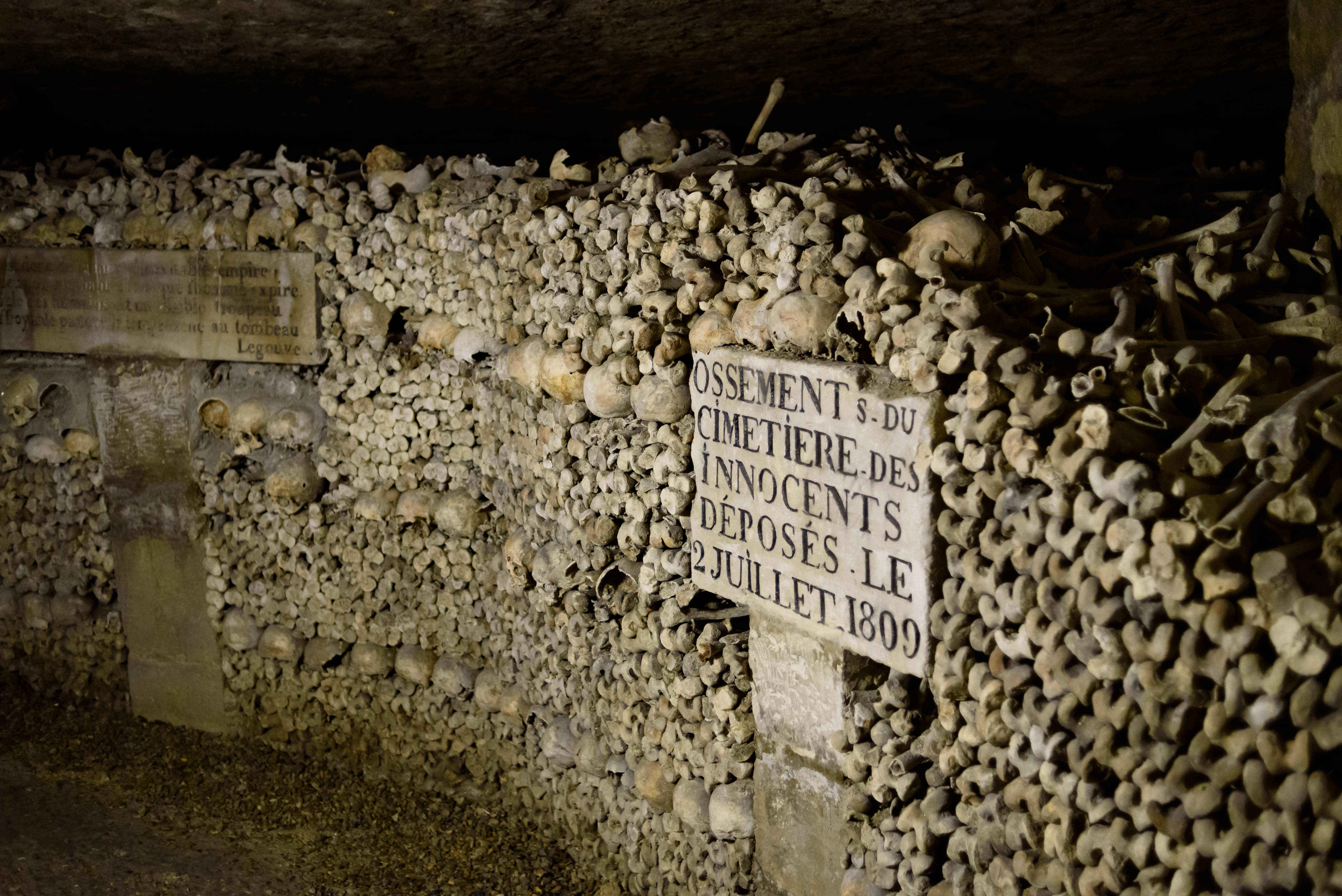
Die Gebeine des Friedhofs in den Katakomben von Paris

In der darauf folgenden Zeit wurden die verbliebenen Gebeine von ca. 500.000 Toten während vierzehn Jahren quer durch die Stadt in die Katakomben von Paris verbracht, wo sie, gehäuft zu Stapeln, noch heute zu besichtigen sind.
Nach der vollständigen Räumung wurde auf dem stark belasteten Gelände ein Viktualienmarkt, also ein Markt für Lebensmittel, abgehalten. Dieser wurde später in die großen Pariser Markthallen (Les Halles) integriert, die zur Zeit des Pariser Stadtumbaus unter Napoleon III. durch überdachte Pavillons erweitert wurden. In den 1970er Jahren wurden diese wieder abgerissen und das riesige Einkaufszentrum Forum des Halles eingerichtet. Am Ort des ehemaligen Friedhofs an der Kreuzung von Rue Berger und Rue Saint-Denis erinnern noch der Place des Innocents und die Fontaine des Innocents an die Vergangenheit.

### Folgewirkungen
Das Beispiel der Aufhebung dieses innerstädtischen Friedhofs machte Schule. Es läutete das Ende vieler weiterer innerstädtischer Friedhöfe ein, besonders in den schnell wachsenden Metropolen. In Hamburg wurden Mitte des 19. Jahrhunderts die Dammtorfriedhöfe aufgehoben, an ihrer Stelle wurde die Parkanlage Planten un Blomen (Pflanzen und Blumen) angelegt. Die dabei freigelegten Gebeine wurden auf den Ohlsdorfer Friedhof verbracht, der noch heute am östlichen Stadtrand liegt und der größte Parkfriedhof der Welt ist.

## Der Totentanz

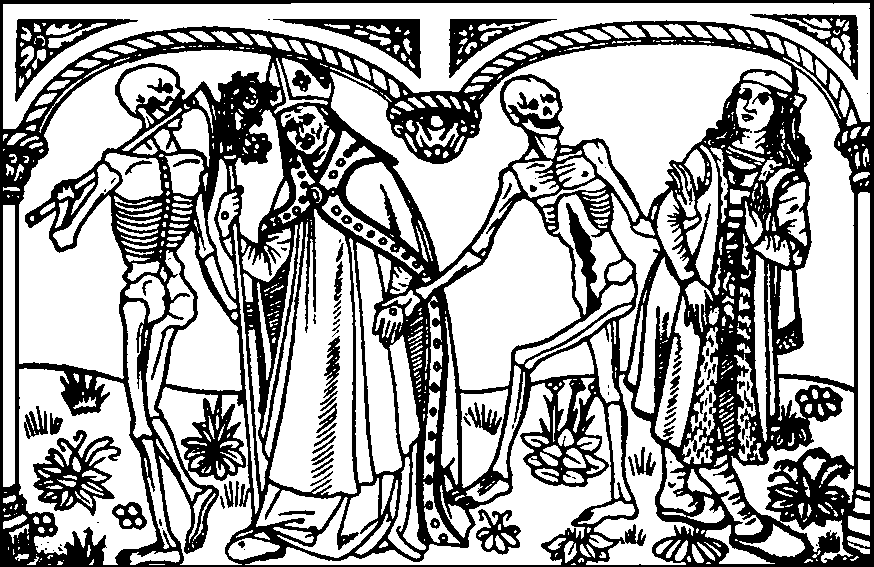
Ausschnitt der Danse macabre von Guyot Marchant

Bekannt wurde der Friedhof unter anderem durch eine der ältesten Darstellungen einer Danse macabre in ein Fresko, das zwischen 1424 und 1425 unter den Arkaden auf die Innenseite der Friedhofsmauer aufgetragen wurde. Auf einer Länge von etwa 35 Metern waren 30 fast lebensgroße tanzende Paare dargestellt: Der als Skelett auftretende personifizierte Tod geleitete die wichtigsten Vertreter der geistlichen und der weltlichen Stände mit Tanzschritten aus diesem Leben. Obwohl das Wandgemälde 1669 wegen einer Straßenverbreiterung zerstört wurde, sind die einzelnen Szenen weitgehend bekannt durch den 1485 von dem Pariser Drucker Guyot Marchant herausgegebenen Zyklus La Danse macabre, eine Holzschnittfolge nach dem Vorbild des Totentanzes Aux Innocents mit den zugehörigen Dialogversen.

## Bestattete Persönlichkeiten
- Jean Clouet (1480–1541), Maler der Renaissance
- Jean de La Fontaine (1621–1695), Schriftsteller
- Louis Marchand (1669–1732), Cembalist, Organist und Komponist
- Jean-Baptiste Pater (1695–1736), Maler
- Jean-Baptiste Barrière (1707–1747), Cellist und Komponist
- Louise Julie de Mailly-Nesle (1710–1751), Mätresse von Ludwig XV.

## Der Cimetière des Innocents als literarischer Schauplatz
- Im Roman Das Parfum von Patrick Süskind (1985) erblickt die Hauptfigur Jean-Baptiste Grenouille auf einem unmittelbar an den Cimetière des Innocents angrenzenden Fischmarkt das Licht der Welt und stirbt am Ende des Buches auf dem Friedhof.
- Im Vampirroman Der Fürst der Finsternis von Anne Rice (1985) haust der alte Vampirorden unter der Führung Armands auf dem Cimetière des Innocents.
- Im historischen Roman Friedhof der Unschuldigen von Andrew Miller (im Original Pure, 2011) wird der junge Ingenieur Jean-Baptiste Baratte beauftragt, den Cimetière des Innocents abzuräumen: „Wir werden die Vergangenheit beseitigen. Die Geschichte hat uns lange genug behindert.“[6]

## Zitat
„Hier fand eine dauerhafte Entwurzelung statt. […] Das Besondere dieser ‚Fontaine des Innocents‘ besteht darin, dass ihr einstiger Untergrund, die Bodenschicht des alten Friedhofs Cimetière des Innocents weggeschafft wurde und an ihrer Stelle die Betonschichten für ein Einkaufszentrum und die RER-Station ‚Les Halles‘ eingefügt wurden. […] Man befindet sich an einem zerstörten Ort. […] Alle Menschen, gleich welcher Herkunft, haben instinktiv gespürt, dass der Ort seiner Geschichte beraubt war, dass es keine Achtung mehr gab vor den Toten, dass alles nur Fiktion, ja, künstlich Erschaffenes war. […] Ein Stadtviertel, wo die Lebenden vertrieben und die Toten verspottet werden, scheint dem Menschen keine große Bedeutung mehr beizumessen. […] Die Epoche ‚des Innocents‘ steht so für den Untergang eines Stücks Pariser Leben, das in erster Linie auf dem kollektiven Gedächtnis eines Ortes und seiner Menschen gründete.“